# Europarlamentari dei Paesi Bassi della III legislatura
Gli europarlamentari dei Paesi Bassi della III legislatura, eletti in occasione delle elezioni europee del 1989, furono i seguenti.

## Composizione storica
| Europarlamentare          | Lista                                              | Gruppo |
| ------------------------- | -------------------------------------------------- | ------ |
| Jan Willem Bertens        | Democratici 66                                     | LDR    |
| Bouke Beumer              | Appello Cristiano Democratico                      | PPE    |
| Petrus A.M. Cornelissen   | Appello Cristiano Democratico                      | PPE    |
| Hedy d'Ancona             | Partito del Lavoro                                 | SOC    |
| Pieter Dankert            | Partito del Lavoro                                 | SOC    |
| Gijs M. De Vries          | Partito Popolare per la Libertà e la Democrazia    | LDR    |
| James L. Janssen van Raay | Appello Cristiano Democratico                      | PPE    |
| Jessica Larive            | Partito Popolare per la Libertà e la Democrazia    | LDR    |
| Hanja Maij-Weggen         | Appello Cristiano Democratico                      | PPE    |
| Alman Metten              | Partito del Lavoro                                 | SOC    |
| Hemmo J. Muntingh         | Partito del Lavoro                                 | SOC    |
| Ria Oomen-Ruijten         | Appello Cristiano Democratico                      | PPE    |
| Arie M. Oostlander        | Appello Cristiano Democratico                      | PPE    |
| Karla Peijs               | Appello Cristiano Democratico                      | PPE    |
| Jean J.M. Penders         | Appello Cristiano Democratico                      | PPE    |
| Jan Sonneveld             | Appello Cristiano Democratico                      | PPE    |
| Leen van der Waal         | SGP - GPV - RPF (Partito Politico Riformato)       | NI     |
| Nel van Dijk              | Sinistra Verde (Partito Comunista dei Paesi Bassi) | GV     |
| Maartje van Putten        | Partito del Lavoro                                 | SOC    |
| Wim van Velzen            | Partito del Lavoro                                 | SOC    |
| Herman A. Verbeek         | Sinistra Verde (Partito Politico dei Radicali)     | GV     |
| Maxime J.M. Verhagen      | Appello Cristiano Democratico                      | PPE    |
| Ben Visser                | Partito del Lavoro                                 | SOC    |
| Florus A. Wijsenbeek      | Partito Popolare per la Libertà e la Democrazia    | LDR    |
| Eisso P. Woltjer          | Partito del Lavoro                                 | SOC    |

## Modifiche intervenute

### Appello Cristiano Democratico
- In data 16.11.1989 a Hanja Maij-Weggen subentra Bartho Pronk.

### Partito del Lavoro
- In data 16.11.1989 a Pieter Dankert subentra Annemarie Goedmakers.
- In data 16.11.1989 a Hedy d'Ancona subentra Mathilde van den Brink.